# Уравнение Баркера
Уравнение Баркера — уравнение, в неявном виде, определяющее зависимость между положением небесного тела (истинной аномалией) и временем, при движении по параболической орбите. Данное уравнение широко применялось при изучении орбит комет, орбиты которых имеют эксцентриситет близкий к единице. В настоящее время это уравнение находит применение в астродинамике

## Задача, приводящая к уравнению Баркера
Решение задачи двух тел дает уравнение траектории в полярных координатах в виде
{\displaystyle r={\frac {p}{1+e\,\cos \vartheta }}}
где {\displaystyle p} — параметр орбиты; {\displaystyle e} — эксцентриситет орбиты; {\displaystyle \vartheta } — истинная аномалия — угол между радиус-вектором текущего положения тела и направлением на перицентр. С другой стороны, справедлив второй закон Кеплера
{\displaystyle r^{2}\,{\frac {d\vartheta }{dt}}=c}
где {\displaystyle c} — константа площадей. Исходя из этих уравнений легко получить интеграл, связывающий время и истинную аномалию в точках {\displaystyle A_{0}} и {\displaystyle A_{1}} орбиты.
{\displaystyle t_{1}-t_{0}={\frac {p^{2}}{c}}\,\int \limits _{\vartheta _{0}}^{\vartheta _{1}}{\frac {d\vartheta }{\left(1+e\,\cos \vartheta \right)^{2}}}}

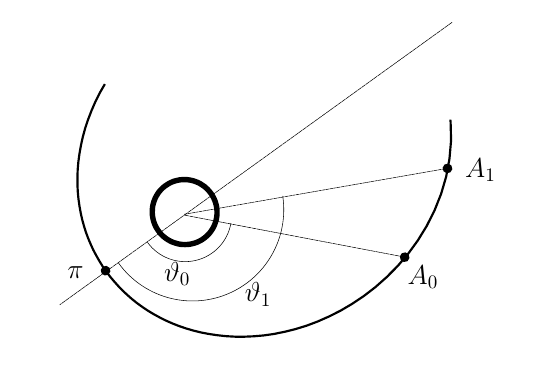
К выводу уравнения Кеплера и уравнения Баркера

Способ вычисления данного интеграла зависит от величины эксцентриситета (см. Уравнение Кеплера). Для параболической траектории {\displaystyle e=1}, в этом случае приходим к тривиальной цепочке преобразований
{\displaystyle t_{1}-t_{0}={\frac {p^{2}}{c}}\,\int \limits _{\vartheta _{0}}^{\vartheta _{1}}{\frac {d\vartheta }{\left(1+\cos \vartheta \right)^{2}}}={\frac {p^{2}}{4\,c}}\,\int \limits _{\vartheta _{0}}^{\vartheta _{1}}\left(1+{\rm {tg}}^{2}{\frac {\vartheta }{2}}\right)^{2}\,d\vartheta =\left|{\rm {tg}}{\frac {\vartheta }{2}}=z,\,d\vartheta ={\frac {2\,dz}{1+z^{2}}}\right|={\frac {p^{2}}{2\,c}}\int \limits _{{\rm {tg}}{\frac {\vartheta _{0}}{2}}}^{{\rm {tg}}{\frac {\vartheta _{1}}{2}}}\left(1+z^{2}\right)\,dz={\frac {p^{2}}{2\,c}}\left[{\rm {tg}}{\frac {\vartheta _{1}}{2}}-{\rm {tg}}{\frac {\vartheta _{0}}{2}}+{\frac {1}{3}}\left({\rm {tg}}^{3}{\frac {\vartheta _{1}}{2}}-{\rm {tg}}^{3}{\frac {\vartheta _{0}}{2}}\right)\right]}
Учитывая, что параметр орбиты связан с константой площадей
{\displaystyle p={\frac {c^{2}}{\mu }}}
где {\displaystyle \mu } — гравитационный параметр центрального тела, а константа площадей, в случае параболического движения
{\displaystyle c=r_{\pi }\,v_{\pi }=r_{\pi }\,{\sqrt {\frac {2\,\mu }{r_{\pi }}}}}
где {\displaystyle r_{\pi }} — расстояние до перицентра; {\displaystyle v_{\pi }} — скорость в перицентре, при движении по параболе являющаяся параболической скоростью. Тогда, получаем для параметра орбиты {\displaystyle p=2\,r_{\pi }} и приходим к окончательному выражению
{\displaystyle t_{1}-t_{0}=r_{\pi }{\sqrt {\frac {2\,r_{\pi }}{\mu }}}\left[{\rm {tg}}{\frac {\vartheta _{1}}{2}}-{\rm {tg}}{\frac {\vartheta _{0}}{2}}+{\frac {1}{3}}\left({\rm {tg}}^{3}{\frac {\vartheta _{1}}{2}}-{\rm {tg}}^{3}{\frac {\vartheta _{0}}{2}}\right)\right]}
Теперь примем, что начальная точка траектории — перицентр, значит {\displaystyle \vartheta _{0}=0} и преобразуем полученную зависимость к виду
{\displaystyle n\,\left(t-t_{0}\right)={\rm {tg}}{\frac {\vartheta }{2}}+{\frac {1}{3}}{\rm {tg}}^{3}{\frac {\vartheta }{2}}}
где {\displaystyle n={\sqrt {\frac {\mu }{2\,r_{\pi }^{3}}}}} — среднее движение небесного тела. В итоге, получаем кубическое уравнение вида
{\displaystyle S+{\frac {1}{3}}\,S^{3}-M=0}
где {\displaystyle S={\rm {tg}}{\frac {\vartheta }{2}}}, {\displaystyle M=n\,\left(t-t_{0}\right)} — средняя аномалия орбиты небесного тела. Данное уравнение называют уравнением Баркера.
Это уравнение представляет собой неявную зависимость истинной аномалии от времени {\displaystyle \vartheta (t)} при движении небесного тела по параболической траектории.

## Решение уравнения Баркера
Уравнение
{\displaystyle S+{\frac {S^{3}}{3}}-M=0}
является кубическим уравнением, записанным в канонической форме Кардано и имеет аналитическое решение. Средствами компьютерной алгебры легко получить это решение, содержащее один действительный и два комплексно-сопряженных корня
{\displaystyle S_{1}=x-{\frac {1}{x}},\quad S_{2,3}=-{\frac {x}{2}}+{\frac {1}{2\,x}}\pm i\,{\frac {\sqrt {3}}{2}}\,\left(x+{\frac {1}{x}}\right)}
где {\displaystyle x={\frac {1}{2}}\,{\sqrt[{3}]{12\,M+4\,{\sqrt {9\,M^{2}+4}}}}}
Физическому смыслу данной задачи соответствует только действительный корень, поэтому можно записать
{\displaystyle S={\rm {tg}}{\frac {\vartheta }{2}}=x-{\frac {1}{x}}}
Имея этот корень, можно вычислить синус и косинус истинной аномалии
{\displaystyle \cos \vartheta ={\frac {1-S^{2}}{1+S^{2}}},\quad \sin \vartheta ={\frac {2\,S}{1+S^{2}}}\quad }
по которым, с учетом их знака, определяется истинная аномалия {\displaystyle \vartheta \in [0,\,2\,\pi )}